# Chaenopsis schmitti
Chaenopsis schmitti är en fiskart som beskrevs av Böhlke, 1957. Chaenopsis schmitti ingår i släktet Chaenopsis och familjen Chaenopsidae. IUCN kategoriserar arten globalt som sårbar. Inga underarter finns listade i Catalogue of Life.